# Nazir
Le naziréat (en hébreu : נֶזֶר) est une institution religieuse, attestée par les écritures bibliques, la littérature extra-biblique et l'archéologie, au sein de la religion ancienne d'Israël (pré-exilique) et du judaïsme ancien (587 avant J.-C. - 70 après J.-C.). Cette institution consiste pour un homme ou une femme à prendre ou recevoir le statut de « nazir » (en hébreu : נזיר) en s'abstenant de se couper les cheveux et de boire du vin.
La recherche exégétique et historique distingue deux formes de naziréat :
- le naziréat guerrier : élection divine de jeunes hommes (בַּחוּרִֽים), peut-être en vue de la guerre ;
- le naziréat votif : vœu prononcé librement par un homme ou une femme afin d'obtenir un bienfait divin.

## Étymologie et sémantique
Le verbe hébreu correspondant à cette racine est נזר, nâzar, qui, suivant le mode, signifie « s'abstenir », « séparer » ou « consacrer », c'est-à-dire « séparer au profit de la divinité » (dix occurrences : Lv 15,31 ; Lv 22,2 ; Nb 6, 2.3.5.6.12 ; Ez 14,7 ; Os 9,10 ; Za 7,3). 
L'acteur de cette consécration est un nazir, נז(י)ר (seize occurrences dans la Bible hébraïque, la première en Genèse 49, 26), que l'on pourrait donc traduire littéralement par « le séparé » comme le fait la version grecque d'Aquila. Le mot « nazir »  vient d'un mot hébreu qui signifie étymologiquement « séparé », puis qui prit le sens de « consacré ».
Il existe également une deuxième forme substantivée de la racine nzr : נֶזֶר, nezȩr. Cette forme revient vingt-quatre fois dans la Bible hébraïque, dont douze en Nb 6,1-21. Étymologiquement, nezȩr peut donc se traduire, selon les traducteurs, par « séparation », « abstinence », « consécration » ou même par le néologisme « naziréat ». Ce mot permet de désigner la période durant laquelle le voué est consacré. Pourtant un problème sémantique se pose. Dans la majorité des occurrences en dehors de Nb 6, nezȩr désigne un « diadème » fait de matières minérales précieuses (or, argent, pierres précieuses) ou végétales (cf Ps 132,18) qui se place sur la coiffe d'un haut-dignitaire de la société. Une étude sémantique des occurrences permet de montrer que le nezȩr est toujours un signe visible de consécration par et pour Dieu placé sur la tête d'une personne importante en particulier le Roi (2 R 11,12 ; 2 Ch 23,11 et 2 S 1,10) ou le Grand Prêtre (Ex 29,6 ; Ex 39,30 ; Lv 8,9). Dans le cas du nazir, ses cheveux deviennent le « nezer de son Dieu » (Nb 6,7).
En hébreu moderne, par un phénomène de glissement sémantique, le mot « nazir » est couramment employé pour désigner un moine, qu'il soit chrétien ou bouddhiste.

## Histoire

### L'hypothèse du naziréat guerrier
Pour la recherche actuelle, le naziréat charismatique serait la forme antique ayant été pratiquée, avant l'Exil, dans la religion ancienne d'Israël. Le naziréat était alors réservé aux jeunes hommes, choisis par la divinité YHWH, donc « séparés » du reste du peuple. Le but de cette consécration est incertain, mais elle pourrait être en lien avec un ancien rituel propre à la guerre. Les nazirs antiques auraient été alors de jeunes guerriers yahwistes à la manière des éphèbes athéniens. 

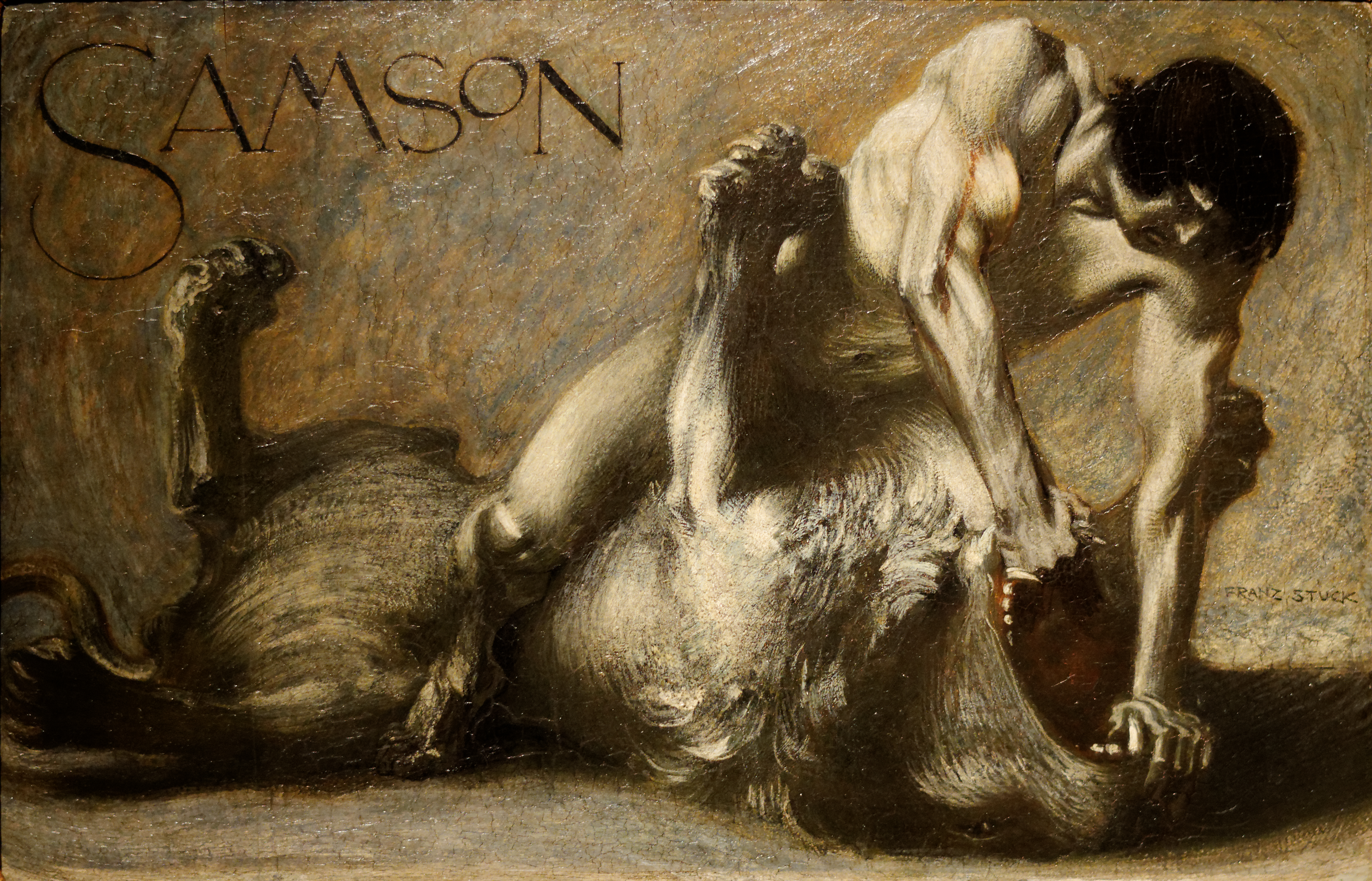
Samson, Franz von Stuck (1891)

La source la plus ancienne dont nous disposons est la mention des nazirs dans le livre d'Amos (Am 2,11-12), qui prophétisait dans le Royaume du Nord, daté par l'exégèse moderne de la fin du VIIIe siècle av. J.-C. :
« J'avais suscité parmi vos fils des prophètes, et parmi vos jeunes gens des nazirs ! N'en est-il pas ainsi, enfants d'Israël ? Oracle de Yahvé. Mais vous avez fait boire du vin aux nazirs, aux prophètes, vous avez donné cet ordre : " Ne prophétisez pas ! " »
Amos décrit les nazirs comme de jeunes hommes suscités par Dieu et dont la principale caractéristique était de ne pas consommer de vin.
C'est par ce naziréat qu'aurait été consacré Samson en Jg 13, où il n'est jamais question de vœu (en hébreu נֶדֶר) mais d'une élection divine imposée. Le motif de la chevelure, source de sa force, apparaît comme un argument supplémentaire pour la thèse d'un naziréat guerrier. En effet, la pratique guerrière consistant à laisser croître sa chevelure librement est attestée en Jg 5,2 mais également dans différentes cultures méditerranéennes comme chez les Grecs et les Arabes.

### Le naziréat votif
Le naziréat votif apparaît comme un phénomène plus récent dans l'histoire. Il semble en effet qu'il soit le fruit de l'évolution de la religion ancienne d'Israël vers le judaïsme ancien qui advint durant et après l'Exil à Babylone, à partir de la reconstruction du second Temple de Jérusalem, en 516 avant J.-C. Cette forme votive a été codifiée par les prescriptions décrites au Livre des Nombres (Nb 6. 1-21) dont la rédaction sacerdotale (P) de l'époque perse, au IVe siècle av. J.-C., conforme l'antique institution guerrière à une piété juive plus orthodoxe et plus soumise aux autorités religieuses du Temple.

#### Nombres 6,1-21

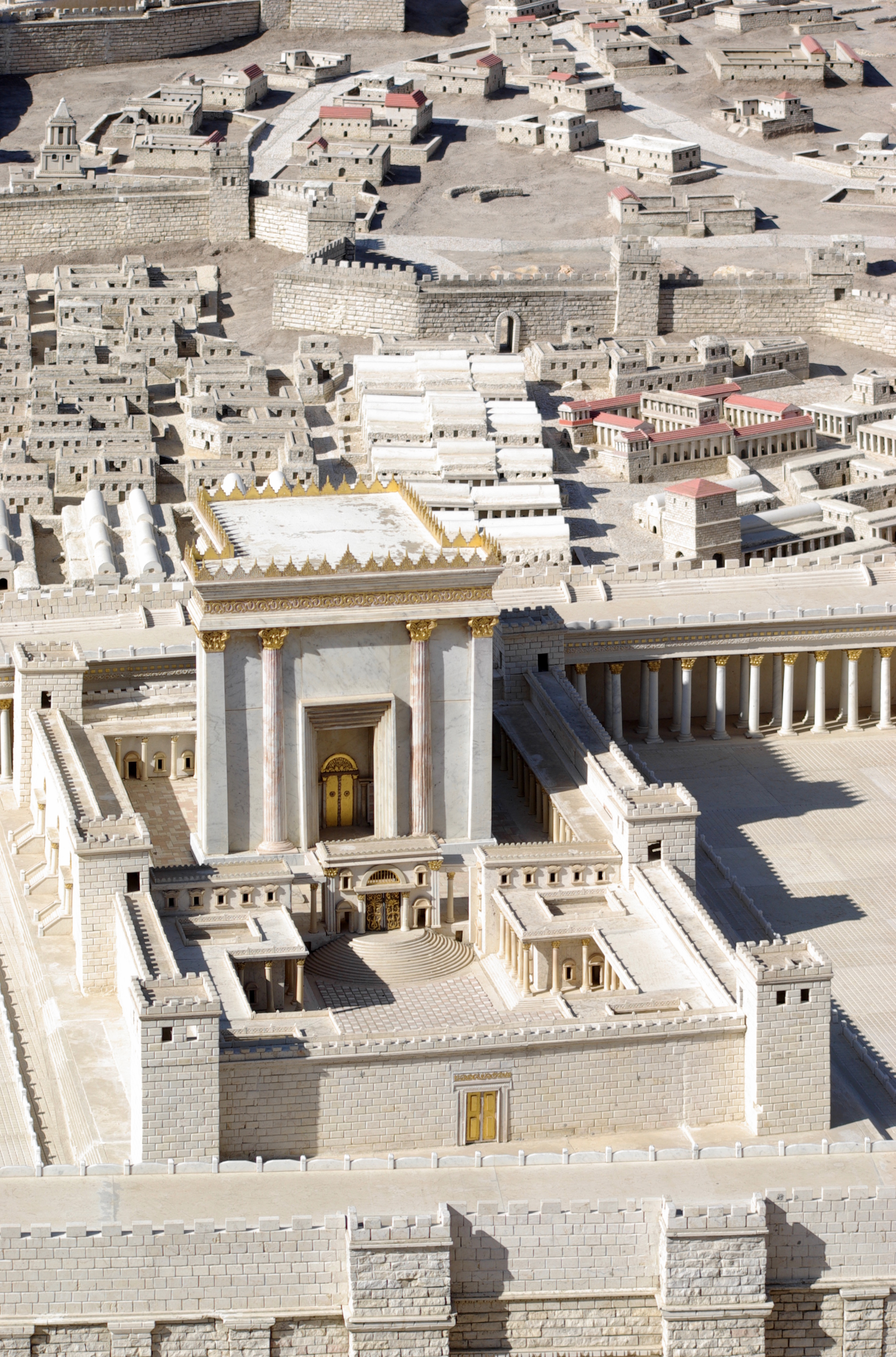
Temple de Jérusalem : La chambre des nazirs était l'une des quatre salles du « Parvis des femmes ».

« 1 Le SEIGNEUR dit à Moïse : 2 "Parle aux fils d'Israël et dis-leur : Lorsqu'un homme ou une femme s'engage par vœu de naziréat à se consacrer au SEIGNEUR, 3 ce nazir s'abstiendra de vin et de boissons alcoolisées : il ne boira ni vinaigre de vin ni vinaigre d'alcool ; il ne boira aucune sorte de jus de raisin et ne mangera ni raisins frais ni raisins secs. 4 Pendant tout le temps de son naziréat, il ne mangera d'aucun produit fait avec le fruit de la vigne, ni avec les pépins ni avec la peau. 5 Pendant tout le temps de son vœu de naziréat, le rasoir ne passera pas sur sa tête ; jusqu'à l'achèvement du temps pour lequel il s'est consacré au SEIGNEUR, il sera saint, il laissera croître librement les cheveux de sa tête. 6 Pendant tout le temps de sa consécration au SEIGNEUR, il ne se rendra pas auprès d'un mort. 7 Que ce soit pour son père ou sa mère, pour son frère ou sa sœur, il ne se profanera pas à leur contact s'ils viennent à mourir, car il porte sur sa tête la consécration de son Dieu. 8 Pendant tout le temps de son naziréat, il sera saint pour le SEIGNEUR.
9 Si, inopinément, quelqu'un vient à mourir auprès de lui de mort subite, profanant sa tête consacrée, il se rasera la tête le jour de sa purification ; il se la rasera le septième jour, 10 et le huitième il apportera au prêtre, à l'entrée de la tente de la rencontre, deux tourterelles ou deux jeunes pigeons ; 11 le prêtre offrira l'un en sacrifice pour le péché, l'autre en holocauste et il fera pour le nazir le rite d'absolution du péché qu'il aura commis à cause de ce mort. Ce même jour, le nazir sanctifiera sa tête, 12 il se consacrera de nouveau au SEIGNEUR pour le temps de naziréat qu'il s'était fixé et il apportera un agneau d'un an en sacrifice de réparation. Les jours précédents ne compteront pas, du fait que son naziréat a été profané."
13 Voici la loi concernant le nazir : le jour où s'achève le temps de son naziréat, on le fait venir à l'entrée de la tente de la rencontre 14 et il apporte son présent au SEIGNEUR : un agneau d'un an sans défaut en holocauste, une agnelle d'un an sans défaut en sacrifice pour le péché et un bélier sans défaut en sacrifice de paix ; 15 une corbeille de pains sans levain faits de fleur de farine, des gâteaux pétris à l'huile et des crêpes sans levain enduites d’huile, avec l'offrande et les libations requises. 16 Le prêtre les apporte devant le SEIGNEUR et il offre son sacrifice pour le péché et son holocauste. 17 Quant au bélier, il l'offre au SEIGNEUR en sacrifice de paix avec la corbeille de pains sans levain ; de plus le prêtre fait l'offrande et la libation requises. 18 Le nazir rase alors sa tête consacrée à l'entrée de la tente de la rencontre, il prend les cheveux de sa tête consacrée et les jette dans le feu qui brûle sous le sacrifice de paix.  19 Le prêtre prend l'épaule du bélier lorsqu'elle est cuite, avec un gâteau sans levain de la corbeille et une crêpe sans levain ; il les met dans les mains du nazir après qu'il a rasé le signe de son naziréat. 20 Le prêtre les présente au SEIGNEUR avec le geste de présentation ; c'est une chose sainte qui revient au prêtre, en plus de la poitrine qu'il présente et de la cuisse qu'il prélève. Après quoi, le nazir pourra boire du vin.  21 Telle est la loi concernant le nazir qui fait un vœu ; tel est le présent qu'il doit au SEIGNEUR pour son naziréat, sans compter ce dont il pourrait disposer en plus. Il se conformera au vœu qu'il aura prononcé suivant la loi du naziréat auquel il s'est engagé. »
Alors que le nazir antique se rapprochait de la figure des prophètes et des juges, il devient, ici, une figure sacerdotale. Il partage en effet des obligations communes avec les prêtres (l'interdiction de boire de l'alcool : Nb 6,3-4, Lv 10,9 ; ils portent tous les deux un nezer : Nb 6,7, Lv 21,12 ; et l'interdiction de contracter une impureté en approchant d'un mort : Nb 6,6-7, Lv 21,11), et sont tous les deux considérés comme « saints »(Nb 6,8, Lv 21,8), même si le nazir demeure soumis aux prêtres (cohanim et lévites) pour l'accomplissement de son vœu.
Ainsi dans Nb 6, le nazir devint alors une personne, homme ou femme, qui se consacre volontairement à Dieu par un « vœu merveilleux » pendant une période déterminée durant laquelle elle s'engage à rester en état de pureté. Pendant cette période, le nazir s'abstient de boire du vin, de tirer profit d'un produit de la vigne, de se couper les cheveux, ou d'approcher un cadavre, même celui d'un membre de sa propre famille. Si, pour une raison ou l'autre, le nazir contracte une impureté par contact avec un cadavre, la Bible comporte une prescription de purification : se raser le crâne, attendre sept jours puis, le huitième, apporter deux tourterelles et deux pigeons au prêtre comme offrande d'expiation pour le péché d'impureté. Le vœu peut dès lors recommencer. La période de vœu accomplie, le nazir doit apporter un agneau sans défaut pour l'holocauste, une brebis sans défaut pour le sacrifice pour le péché et un bélier pour le sacrifice de paix, ainsi qu'un panier de gâteaux de fleur de farine sans levain, pétris à l'huile, des galettes sans levain huilées, avec leurs oblations et leurs libations, au prêtre du Temple, se raser le crâne et brûler ses cheveux sur l'autel ; il peut (ou doit, l'hébreu n'est pas clair) alors boire du vin et retourner à la vie normale.
Le rituel de conclusion du vœu en Nb 6,13-21, la « loi du Nazir » en hébreu (זֹ֣את תֹּורַ֣ת הַנָּזִיר֮), pose cependant une question exégétique: à quoi servait-il ? Deux opinions s'affrontent chez les chercheurs. Certains pensent que le rituel est un simple rituel de déconsécration, un rite de passage qui fait passer de l'état de sainteté à l'état « laïc ». Pour d'autres, la déconsécration n'est qu'un détail du rituel. Ce rituel constituerait, en réalité, l'apogée du vœu, où une relation particulière s'établirait entre la divinité et l'homme qui offre ses cheveux saints.

#### Premier livre des Maccabées
Si le naziréat votif est extrêmement bien documenté, il ne l'est que par des sources datant de la période entre le IIe siècle av. J.-C. jusqu'au Ier siècle apr. J.-C.

La première source témoignant de la présence de nazirs voués au IIe siècle av. J.-C. est le premier livre des Maccabées (I Macc 3,49) avant la reconquête de Jérusalem en 164 av. J.-C. par Judas Maccabée. 
« 46 Les Juifs se rassemblèrent et ils allèrent à Mispa, en face de Jérusalem, parce qu'autrefois le peuple d'Israël y avait eu un lieu de prière. 47 Ce jour-là, ils jeûnèrent, couvrirent leur tête de cendre, déchirèrent leurs vêtements et ils mirent des habits de deuil. 48 Ils déroulèrent le livre de la Loi pour le consulter, au lieu de faire comme les païens qui demandent conseil à leurs idoles. 49 Ils apportèrent les habits des prêtres, les premiers produits de la terre et la dixième partie des récoltes ; ils firent venir les naziréens qui avaient achevé leur période de vœux. 50 Ils supplièrent le Seigneur à haute voix en disant : "Que devons-nous faire de ces offrandes et où faut-il conduire ces gens ?  51 Ton lieu saint a été piétiné et profané. Tes prêtres sont dans le deuil et dans l'accablement. 52 Et voilà que les païens sont rassemblés contre nous pour nous anéantir. Tu connais leurs intentions. 53 Comment pourrons-nous leur résister, si tu ne nous aides pas ?" 54 Ils sonnèrent ensuite de la trompette et ils poussèrent de grands cris. »
Le Temple de Jérusalem ayant été souillé par Antiochus IV, les nazirs étaient dans l'incapacité d'accomplir leur vœu par les sacrifices prescrits par Nb 6. L'auteur inclut les nazirs dans les offrandes montrant que les sacrifices d'accomplissement du vœu, prescrits par Nb 6, étaient devenus primordiaux pour la piété juive à l'époque hasmonéenne. Ainsi, la présence des nazirs durant la guerre est claire : elle est un moyen d'attirer l'attention de Dieu sur les malheurs du peuple. I Macc 3 montre que, même si le vœu de Nazir est une expérience individuelle, la pratique déploie une identité communautaire importante. Les nazirs avaient une place particulière dans la société. Ils n'étaient pas seulement considérés comme des individus voués, mais comme une catégorie « spéciale » de la population reflétant la sainteté de l'ensemble du peuple.

#### Flavius Josèphe
Écrivant au Ier siècle après J.-C., Flavius Josèphe renseigne sur la pratique du naziréat votif à son époque. Dans ses Antiquités judaïques, Flavius donne une définition du naziréat tel qu'il était pratiqué au Temple de Jérusalem:
« Ceux qui se consacrent eux-mêmes après avoir fait un vœu – on les appelle des Naziréens, ils laissent pousser leur chevelure et s'abstiennent de vin –, ces gens, lorsqu'ils consacrent leur chevelure et se présentent pour offrir un sacrifice, donnent leurs boucles de cheveux aux prêtres. »
Du fait de cette description votive du naziréat, il choisit de ne pas considérer Samson comme un nazir mais d'expliquer sa chevelure et ses restrictions par sa qualité de prophète.

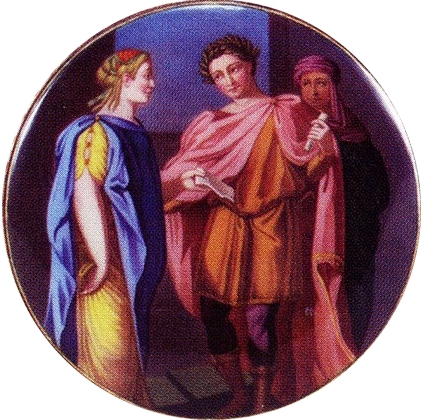
Titus et Berenice

Josèphe y décrit également, dans ce dernier ouvrage, l'entrée d'Agrippa à Jérusalem et comment il offrit de nombreux sacrifices afin que les nazirs puissent être rasés et accomplir leur vœu. 
Il indique aussi, dans La Guerre des Juifs, que Bérénice, sœur d'Agrippa II, fit un vœu de nazir en vue d'obtenir sa guérison « car c’est une coutume pour ceux qui souffrent d'une maladie ou de quelque autre affliction de faire vœu de s'abstenir de vin et de se raser la tête pendant les trente jours précédant celui où ils doivent offrir des sacrifices ».

#### La Mishna
Après la destruction par les Romains du second Temple en 70 apr. J.-C., les rabbins ont conservé la tradition sacerdotale par écrit. Ainsi, ce sujet est développé dans le traité Nazir de la Mishna qui informe de la pratique avant la destruction de Jérusalem. Cette dernière indique qu'il y avait trois manières de vivre le vœu de nazir :
- le naziréat temporaire, dont la durée minimum était de 30 jours ;
- le naziréat à vie, qui consistait en une répétition de plusieurs vœux jusqu'à la mort ;
- le naziréat « comme Samson », qui est un vœu sans renouvellement.

La différence entre le nazir à vie et le nazir « comme Samson » réside dans le fait que le nazir pour toute sa vie peut se raser la tête quand il le souhaite mais il doit pour cela offrir les sacrifices prescrits au Temple et reprendre sa période de consécration. Le nazir « comme Samson » lui n'offre jamais de sacrifice car il lui est interdit de se raser les cheveux, même si sa chevelure devient trop lourde.
La tradition rabbinique dans la Mishna indique également qu'il y avait une chambre des nazirs dans la cour des femmes du Temple de Jérusalem où ces derniers devaient se raser et préparer leurs offrandes.
La Mishna témoigne de plusieurs débats entre rabbins du Ier siècle. Par exemple, pour certains rabbins, les lois du naziréat ne s'appliquaient uniquement qu'en Terre d'Israël. Or, la Mishna elle-même témoigne, même si ce n'est pas recommandé, de nazir accomplissant leur vœu au Temple d'Onias à Léontopolis, en Égypte.
On a relevé également des cas en diaspora comme le cas de la reine Hélène d'Adiabène qui fut nazir durant 21 ans et de Myriam de Palmyre.

#### La tombe du fils de Jonathan le Nazir
En 1967, les travaux de construction de l'Université hébraïque de Jérusalem, sur le mont Scopus, permettent de découvrir une tombe juive du Ier siècle. Dans cette tombe, deux ossuaires et deux sarcophages sont retrouvés. Sur les ossuaires, l'archéologue Nahman Avigad déchiffre deux inscriptions : « Hanania, fils de Jonathan le nazir » et « Salomé, femme d'Hanania, fils du nazir ». Cette découverte permet d'attester l'existence de la pratique du naziréat à vie. Les décorations de la tombe permettent également d'identifier le statut social de cette famille comme faisant partie de la classe aisée de Jérusalem.

## Personnalités nazirs

### Bible hébraïque et tradition juive

#### Tanakh
- Joseph : Décrit comme « nazir parmi ses frères » (Gn 49,26 et Dt 33,16), Joseph symbolise une réalité tribale plus qu'une consécration d'un individu.
- Samson : Seul personnage Nazir « officiel » dans le texte massorétique et dans la Septante.
- Samuel : S'il n'est pas appelé « nazir » par le textus receptus vétéro-testamentaire, les découvertes des manuscrits de la mer Morte ont permis de mettre au jour un témoin hébreu du texte de 1 Sam 1,11 et 1,22 (4Q51), différent du texte massorétique, qui le désigne explicitement comme Nazir âd ôlam : « Nazir pour toujours »[22].

#### Judaïsme
- Siméon le Juste (IIIe siècle av. J.-C.) : d'après la Tosefta Nezirut 4,7.
- Bérénice, sœur d'Agrippa II (Ier siècle).
- Reine Hélène d'Adiabène (Ier siècle).
- Myriam de Palmyre (Ier siècle).
- Ananie Ben Ananie († 68) : d'après la Tosefta Niddah 5,15.
- David Cohen (1887-1972), rabbin lituano-israélien, formé à la Yechiva de Volojine, appelé Rav Ha-Nazir, « le Nazir Rabbi ».

### Nouveau Testament et tradition chrétienne
Il n'y a aucun « nazir » dans le Nouveau Testament et la tradition chrétienne, mais les caractéristiques naziréennes, décrivant certains individus, invitent quelques chercheurs à émettre l'hypothèse d'une consécration :
- Jésus de Nazareth : Rien n'indique que Jésus ait été nazir, mais des indices textuels permettent à certains chercheurs d'en faire l'hypothèse (voir Mc 14,25 ; Mc 15,23 ; Mt 2,23).
- Saint Jean le Baptiste : voir Lc 1,15.
- Saint Paul : voir Ac 18,18 et Ac 21,15-26.
- Jacques le Juste : Eusèbe de Césarée, dans son Histoire ecclésiastique, cite Hégésippe qui décrit la vie du « frère du Seigneur » :

« [4] Jacques, le frère du Seigneur, reçut l'administration de l'Église avec les apôtres. Depuis les temps du Christ jusqu'à nous, il a été surnommé le juste parce que beaucoup s'appelaient Jacques. [5] Il fut sanctifié dès le sein de sa mère : il ne buvait ni vin ni boisson enivrante, ne mangeait rien qui ait eu vie ; le rasoir n'avait jamais passé sur sa tête ; il ne se faisait jamais oindre et s'abstenait des bains. »